# Calana (distrito)
Calana é um distrito do Peru, departamento de Tacna, localizada na província de Tacna.

## Transporte
O distrito de Calana é servido pela seguinte rodovia:
- PE-40, que liga o distrito de Tacna à fronteira tripartita  com Bolívia e Chile - Marco Fronteiriço Tripartito, entre o distrito de Palca, General Lagos e Charaña  (Rota A-93 no Chile e a Rota 19 na Bolívia) [1][2][3]